# Kerkhof van Poix-de-Picardie
Het kerkhof van Poix-de-Picardie is een begraafplaats gelegen bij de Église Saint-Denis van de plaats Poix-de-Picardie in het Franse departement Somme.

## Militair graven
De begraafplaats telt 149 geïdentificeerde militaire graven van geallieerde slachtoffers uit de Tweede Wereldoorlog: 15 Australiërs, 96 Britten, 29 Canadezen, 8 Nieuw-Zeelanders en een Pool. De graven worden onderhouden door de Commonwealth War Graves Commission, die de begraafplaats heeft ingeschreven als Poix-de-Picardie Churchyard.